# 大谷駅 (和歌山県)
大谷駅（おおたにえき）は、和歌山県伊都郡かつらぎ町大谷にある、西日本旅客鉄道（JR西日本）和歌山線の駅。

## 歴史
- 1952年（昭和27年）10月1日：日本国有鉄道和歌山線の妙寺駅 - 笠田駅間に新設開業[1][2]。
- 1987年（昭和62年）4月1日：国鉄分割民営化により、西日本旅客鉄道の駅となる[1][2]。
- 2020年（令和2年）3月14日：ICカード「ICOCA」が利用可能となる[3]。

## 駅構造
和歌山方面に向かって右側に配置された単式ホーム1面1線のみの地上駅（停留所）。橋本駅管理の無人駅であり、駅舎と呼べる構造物はなく、直接ホームに入る形になっている。棒線構造のため、和歌山方面行きと五条方面行きの双方が同一ホームを共用する。
自動券売機が設置されている。かつては乗車券面類には気仙沼線の大谷駅と区別するため「(和)大谷」と表記されていた。トイレは設置されていない。

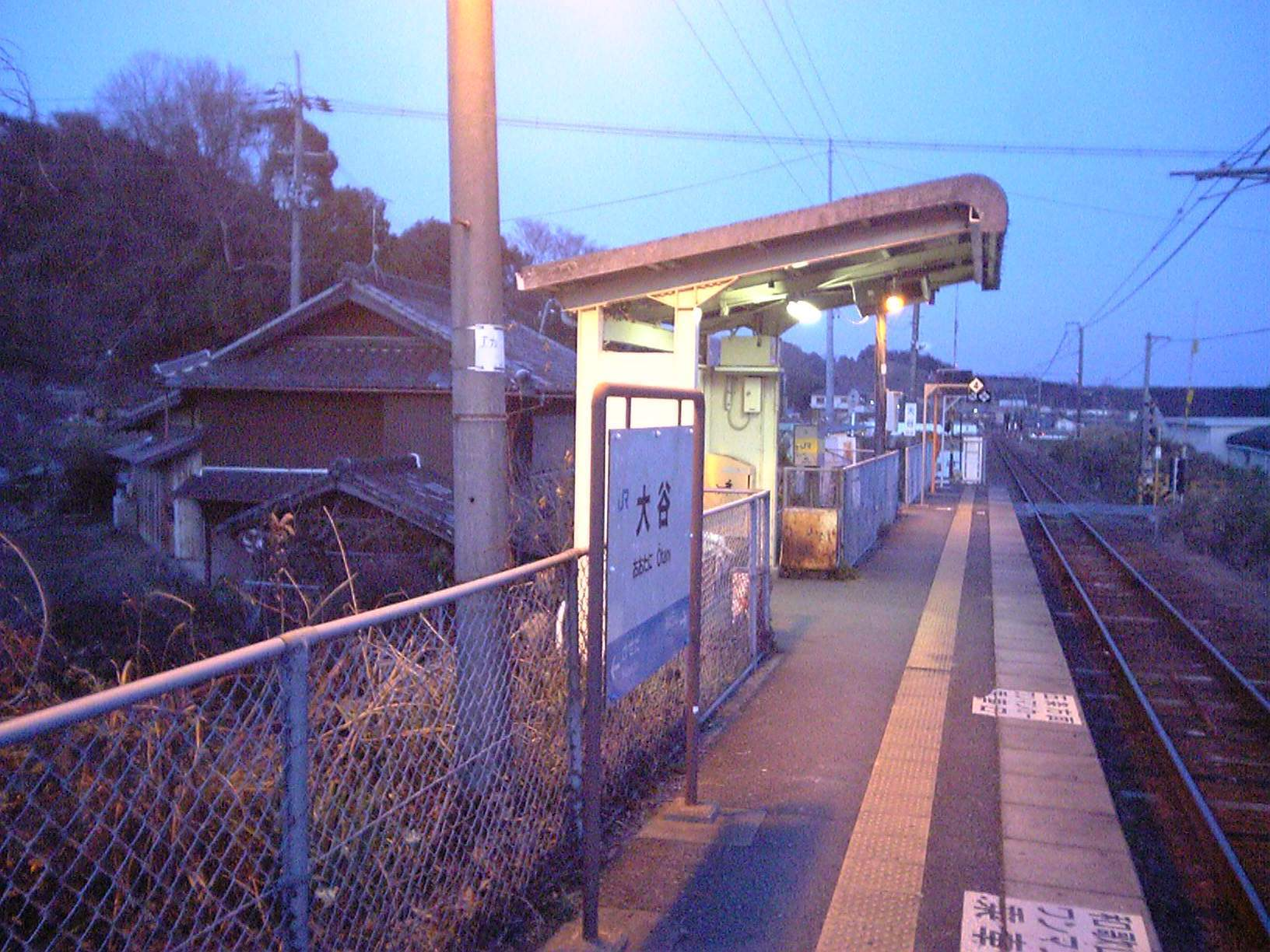
ホーム（2010年2月）

## 利用状況
1日の平均乗車人員は以下の通りである。
| 年度               | 1日平均 乗車人員 |
| ------------------ | ---------------- |
| 1998年（平成10年） | 171              |
| 1999年（平成11年） | 165              |
| 2000年（平成12年） | 160              |
| 2001年（平成13年） | 155              |
| 2002年（平成14年） | 130              |
| 2003年（平成15年） | 118              |
| 2004年（平成16年） | 120              |
| 2005年（平成17年） | 129              |
| 2006年（平成18年） | 117              |
| 2007年（平成19年） | 129              |
| 2008年（平成20年） | 135              |
| 2009年（平成21年） | 132              |
| 2010年（平成22年） | 138              |
| 2011年（平成23年） | 126              |
| 2012年（平成24年） | 122              |
| 2013年（平成25年） | 126              |
| 2014年（平成26年） | 116              |
| 2015年（平成27年） | 102              |
| 2016年（平成28年） | 109              |
| 2017年（平成29年） | 103              |
| 2018年（平成30年） | 96               |
| 2019年（令和元年） | 97               |
| 2020年（令和2年）  | 80               |
| 2021年（令和3年）  | 87               |
| 2022年（令和4年）  | 90               |

## 駅周辺
市街地の外れにある。駅から少し離れた北側を京奈和自動車道が通り、そこから更に北へ進むと小学校に至る。国道24号は駅から少し離れた南側を通っており、国道沿いには化学工場がある。町役場や郵便局はこちら側にある。
- かつらぎ町役場
- かつらぎ町立大谷小学校
- かつらぎ大谷郵便局
- 大谷神社
- 日進化学和歌山工場
- 京奈和自動車道・紀北東道路 紀北かつらぎIC
- 国道24号

## 隣の駅
西日本旅客鉄道（JR西日本）
 和歌山線
■快速（粉河駅以東各駅停車）・■普通
妙寺駅 - 大谷駅 - 笠田駅

#### 本文中の出典
1. 1 2 3  曽根悟（監修） 著、朝日新聞出版分冊百科編集部 編『週刊 歴史でめぐる鉄道全路線 国鉄・JR』 42号 阪和線・和歌山線・桜井線・湖西線・関西空港線、朝日新聞出版〈週刊朝日百科〉、2010年5月16日、20-21頁。
2. 1 2  石野哲（編）『停車場変遷大事典 国鉄・JR編 Ⅱ』（初版）JTB、1998年10月1日、362頁。ISBN 978-4-533-02980-6。
3. ↑  『2020年春ダイヤ改正について』（PDF）（プレスリリース）西日本旅客鉄道和歌山支社、2019年12月13日。オリジナルの2021年1月4日時点におけるアーカイブ。2021年1月8日閲覧。

#### 利用状況の出典
和歌山県統計年鑑
1. ↑  “和歌山県統計年鑑（平成12年度刊行） 11 鉄道輸送” (xls).   和歌山県 (2000年). 2022年3月5日閲覧。
2. ↑  “和歌山県統計年鑑（平成13年度刊行） 11 鉄道輸送” (xls).   和歌山県 (2001年). 2022年3月5日閲覧。
3. ↑  “和歌山県統計年鑑（平成14年度刊行） 11 鉄道輸送” (xls).   和歌山県 (2002年). 2022年3月5日閲覧。
4. ↑  “和歌山県統計年鑑（平成15年度刊行） 11 鉄道輸送” (xls).   和歌山県 (2003年). 2022年3月5日閲覧。
5. ↑  “和歌山県統計年鑑（平成16年度刊行） 11 鉄道輸送” (xls).   和歌山県 (2004年). 2022年3月5日閲覧。
6. ↑  “和歌山県統計年鑑（平成17年度刊行） 11 鉄道輸送” (xls).   和歌山県 (2005年). 2022年3月5日閲覧。
7. ↑  “和歌山県統計年鑑（平成18年度刊行） 11 鉄道輸送” (xls).   和歌山県 (2006年). 2022年3月5日閲覧。
8. ↑  “和歌山県統計年鑑（平成19年度刊行） 11 鉄道輸送” (xls).   和歌山県 (2007年). 2022年3月5日閲覧。
9. ↑  “和歌山県統計年鑑（平成20年度刊行） 11 鉄道輸送” (xls).   和歌山県 (2008年). 2022年3月5日閲覧。
10. ↑  “和歌山県統計年鑑（平成21年度刊行） 11 鉄道輸送” (xls).   和歌山県 (2009年). 2022年3月5日閲覧。
11. ↑  “和歌山県統計年鑑（平成22年度刊行） 11 鉄道輸送” (xls).   和歌山県 (2010年). 2022年3月5日閲覧。
12. ↑  “和歌山県統計年鑑（平成23年度刊行） 11 鉄道輸送” (xls).   和歌山県 (2011年). 2022年3月5日閲覧。
13. ↑  “和歌山県統計年鑑（平成24年度刊行） 11 鉄道輸送” (xls).   和歌山県 (2012年). 2022年3月5日閲覧。
14. ↑  “和歌山県統計年鑑（平成25年度刊行） 11 鉄道輸送” (xls).   和歌山県 (2013年). 2022年3月5日閲覧。
15. ↑  “和歌山県統計年鑑（平成26年度刊行） 11 鉄道輸送” (xls).   和歌山県 (2014年). 2022年3月5日閲覧。
16. ↑  “和歌山県統計年鑑（平成27年度刊行） 11 鉄道輸送” (xls).   和歌山県 (2015年). 2022年3月5日閲覧。
17. ↑  “和歌山県統計年鑑（平成28年度刊行） 11 鉄道輸送” (xls).   和歌山県 (2016年). 2022年3月5日閲覧。
18. ↑  “和歌山県統計年鑑（平成29年度刊行） 11 鉄道輸送” (xls).   和歌山県 (2017年). 2022年3月5日閲覧。
19. ↑  “和歌山県統計年鑑（平成30年度刊行） 11 鉄道輸送” (xls).   和歌山県 (2018年). 2022年3月5日閲覧。
20. ↑  “和歌山県統計年鑑（令和元年度刊行） 11 鉄道輸送” (xls).   和歌山県 (2019年). 2022年3月5日閲覧。
21. ↑  “和歌山県統計年鑑（令和2年度刊行） 11 鉄道輸送” (xls).   和歌山県 (2020年). 2022年3月3日閲覧。
22. ↑  “和歌山県統計年鑑（令和3年度刊行） 11 鉄道輸送” (xlsx).   和歌山県 (2021年). 2024年7月15日閲覧。
23. ↑  “和歌山県統計年鑑（令和4年度刊行） 11 鉄道輸送” (xlsx).   和歌山県 (2022年). 2024年7月15日閲覧。
24. ↑  “和歌山県統計年鑑（令和5年度刊行） 11 鉄道輸送” (xlsx).   和歌山県 (2023年). 2024年7月15日閲覧。